# Paul Lindblad
Pour les articles homonymes, voir Lindblad.
Paul Aaron Lindblad (né le 9 août 1941 à Chanute, dans le Kansas et mort le 1er janvier 2006 à Arlington au Texas) était un joueur de baseball américain. 

## Biographie
Lanceur de relève gaucher, il évolue dans la Ligue majeure de baseball pour les Athletics de Kansas City (1965-1967), les Athletics d'Oakland (1968-1971), les Senators de Washington (1971), les Rangers du Texas (1972), à nouveau les Athletics d'Oakland (1973-1976) et une seconde fois les Rangers du Texas (1977-1978), puis enfin les Yankees de New York (1978).
Il maintient une moyenne de points mérités de 3,29 en 14 ans de carrière. Il est membre de l'équipe des Athletics d'Oakland qui remporte la Série mondiale 1973 sur les Mets de New York et est le dernier lanceur à affronter le légendaire Willie Mays. Il ne joue pas dans les séries éliminatoires qui se terminent sur la victoire des Athletics en Série mondiale 1974. Lindblad joue le dernier match de sa carrière en Série mondiale 1978, qu'il remporte avec les Yankees de New York.
Succédant au monticule à Vida Blue et Glenn Abbott le 28 septembre 1975, et préparant l'entrée dans le match de Rollie Fingers, Lindblad est l'un des 4 lanceurs d'Oakland qui unissent leurs efforts pour réussir un match sans coup sûr combiné face aux Angels de la Californie.
Souffrant de la maladie d'Alzheimer, il meurt le 1er janvier 2006 à l'âge de 64 ans.